# Lengyelország a 2016. évi nyári olimpiai játékokon
Lengyelország a brazíliai Rio de Janeiróban megrendezett 2016. évi nyári olimpiai játékok egyik részt vevő nemzete volt. Az országot az olimpián 23 sportágban 234 sportoló képviselte, akik összesen 11 érmet szereztek.

## Érmesek
| Érem  | Versenyző                                                           | Sportág      | Versenyszám                |
| ----- | ------------------------------------------------------------------- | ------------ | -------------------------- |
| Arany | Anita Włodarczyk                                                    | Atlétika     | Női kalapácsvetés          |
| Arany | Magdalena Fularczyk Natalia Madaj                                   | Evezés       | Női kétpárevezős           |
| Ezüst | Piotr Małachowski                                                   | Atlétika     | Férfi diszkoszvetés        |
| Ezüst | Marta Walczykiewicz                                                 | Kajak-kenu   | Női kajak egyes 200 m      |
| Ezüst | Maja Włoszczowska                                                   | Kerékpározás | Női terep-kerékpározás     |
| Bronz | Wojciech Nowicki                                                    | Atlétika     | Férfi kalapácsvetés        |
| Bronz | Monika Michalik                                                     | Birkózás     | Női szabadfogás, 63 kg     |
| Bronz | Monika Ciaciuch Agnieszka Kobus Joanna Leszczyńska Maria Springwald | Evezés       | Női négypárevezős          |
| Bronz | Beata Mikołajczyk Karolina Naja                                     | Kajak-kenu   | Női kajak kettes 500 m     |
| Bronz | Rafał Majka                                                         | Kerékpározás | Férfi egyéni mezőnyverseny |
| Bronz | Oktawia Nowacka                                                     | Öttusa       | Női                        |

## Asztalitenisz
Férfi
| Versenyző                            | Versenyszám | Selejtező         | 64-es főtábla                                  | 48-as főtábla                                          | 32-es főtábla     | Nyolcaddöntő                                                     | Negyeddöntő       | Elődöntő          | Döntő             | Helyezés |
| Versenyző                            | Versenyszám | Ellenfél Eredmény | Ellenfél Eredmény                              | Ellenfél Eredmény                                      | Ellenfél Eredmény | Ellenfél Eredmény                                                | Ellenfél Eredmény | Ellenfél Eredmény | Ellenfél Eredmény | Helyezés |
| ------------------------------------ | ----------- | ----------------- | ---------------------------------------------- | ------------------------------------------------------ | ----------------- | ---------------------------------------------------------------- | ----------------- | ----------------- | ----------------- | -------- |
| Jakub Dyjas                          | Egyes       | erőnyerő          | Marcelo Aguirre (PAR) · 11–5, 11–9, 11–9, 11–7 | Alekszandr Sibajev (RUS) · 9–11, 8–11, 8–11, 9–11      | kiesett           | kiesett                                                          | kiesett           | kiesett           | kiesett           | 33.      |
| Zengyi Wang                          | Egyes       | erőnyerő          | erőnyerő                                       | Bojan Tokič (SLO) · 11–9, 9–11, 6–11, 11–9, 5–11, 3–11 | kiesett           | kiesett                                                          | kiesett           | kiesett           | kiesett           | 33.      |
| Jakub Dyjas Daniel Górak Zengyi Wang | Csapat      |                   |                                                |                                                        |                   | Japán (JPN) · Josimura Maharu · Mizutani Dzsun · Niva Kóki · 2–3 | kiesett           | kiesett           | kiesett           | 9.       |

Női
| Versenyző                                    | Versenyszám | Selejtező         | 64-es főtábla                                              | 48-as főtábla                                          | 32-es főtábla     | Nyolcaddöntő                                                 | Negyeddöntő       | Elődöntő          | Döntő             | Helyezés |
| Versenyző                                    | Versenyszám | Ellenfél Eredmény | Ellenfél Eredmény                                          | Ellenfél Eredmény                                      | Ellenfél Eredmény | Ellenfél Eredmény                                            | Ellenfél Eredmény | Ellenfél Eredmény | Ellenfél Eredmény | Helyezés |
| -------------------------------------------- | ----------- | ----------------- | ---------------------------------------------------------- | ------------------------------------------------------ | ----------------- | ------------------------------------------------------------ | ----------------- | ----------------- | ----------------- | -------- |
| Katarzyna Grzybowska                         | Egyes       | erőnyerő          | Manika Batra (IND) · 10–12, 11–6, 14–12, 8–11, 11–4, 14–12 | Kim Szongi (Kim Song-i) (PRK) · 9–11, 2–11, 6–11, 6–11 | kiesett           | kiesett                                                      | kiesett           | kiesett           | kiesett           | 33.      |
| Qian Li                                      | Egyes       | erőnyerő          | erőnyerő                                                   | Daniela Dodean (ROU) · 10–12, 9–11, 9–11, 11–5, 8–11   | kiesett           | kiesett                                                      | kiesett           | kiesett           | kiesett           | 33.      |
| Katarzyna Grzybowska Qian Li Natalia Partyka | Csapat      |                   |                                                            |                                                        |                   | Japán (JPN) · Fukuhara Ai · Isikava Kaszumi · Itó Mima · 0–3 | kiesett           | kiesett           | kiesett           | 9.       |

## Atlétika
Férfi
| Versenyző                                                   | Versenyszám     | Előfutam | Előfutam | Előfutam | Elődöntő | Elődöntő | Elődöntő | Döntő         | Döntő         |
| Versenyző                                                   | Versenyszám     | Idő      | Hely.    | Össz.    | Idő      | Hely.    | Össz.    | Idő           | Helyezés      |
| ----------------------------------------------------------- | --------------- | -------- | -------- | -------- | -------- | -------- | -------- | ------------- | ------------- |
| Karol Zalewski                                              | 200 m           | 20,54    | 5.       | 37.      | kiesett  | kiesett  | kiesett  | kiesett       | kiesett       |
| Rafał Omelko                                                | 400 m           | 45,54    | 4.       | 18.      | 45,28    | 7.       | 19.      | kiesett       | kiesett       |
| Adam Kszczot                                                | 800 m           | 1:45,83  | 1.       | 5.       | 1:44,70  | 3.       | 9.       | kiesett       | kiesett       |
| Marcin Lewandowski                                          | 800 m           | 1:46,35  | 2.       | 13.      | 1:44,56  | 3.       | 6.*      | 1:44,20       | 6.            |
| Damian Czykier                                              | 110 m gát       | 13,63    | 5.       | 19.**    | 13,50    | 3.       | 14.      | kiesett       | kiesett       |
| Patryk Dobek                                                | 400 m gát       | 50,66    | 8.       | 42.      | kiesett  | kiesett  | kiesett  | kiesett       | kiesett       |
| Krystian Zalewski                                           | 3000 m akadály  | 8:34,52  | 10.      | 27.      |          |          |          | kiesett       | kiesett       |
| Artur Kozłowski                                             | Maraton         |          |          |          |          |          |          | 2:17:34       | 39.           |
| Yared Shegumo                                               | Maraton         |          |          |          |          |          |          | 2:31:54       | 128.          |
| Henryk Szost                                                | Maraton         |          |          |          |          |          |          | nem ért célba | nem ért célba |
| Artur Brzozowski                                            | 20 km gyaloglás |          |          |          |          |          |          | 1:25:29       | 47.           |
| Jakub Jelonek                                               | 20 km gyaloglás |          |          |          |          |          |          | 1:21:52       | 19.           |
| Łukasz Nowak                                                | 20 km gyaloglás |          |          |          |          |          |          | kizárták      | kizárták      |
| Rafał Augustyn                                              | 50 km gyaloglás |          |          |          |          |          |          | 3:55:01       | 22.           |
| Adrian Błocki                                               | 50 km gyaloglás |          |          |          |          |          |          | 3:51:31       | 15.           |
| Rafał Fedaczyński                                           | 50 km gyaloglás |          |          |          |          |          |          | 3:55:51       | 24.           |
| Łukasz Krawczuk Michał Pietrzak Jakub Krzewina Rafał Omelko | 4 × 400 m váltó | 2:59,58  | 4.       | 5.       |          |          |          | 3:00,50       | 7.            |

| Versenyző           | Versenyszám   | Selejtező | Selejtező | Döntő                    | Döntő                    |
| Versenyző           | Versenyszám   | Eredmény  | Helyezés  | Eredmény                 | Helyezés                 |
| ------------------- | ------------- | --------- | --------- | ------------------------ | ------------------------ |
| Sylwester Bednarek  | Magasugrás    | 222 cm    | 30.*      | kiesett                  | kiesett                  |
| Wojciech Theiner    | Magasugrás    | 222 cm    | 25.**     | kiesett                  | kiesett                  |
| Piotr Lisek         | Rúdugrás      | 570 cm    | 6.        | 575 cm                   | 4.*                      |
| Robert Sobera       | Rúdugrás      | 560 cm    | 13.       | kiesett                  | kiesett                  |
| Paweł Wojciechowski | Rúdugrás      | 545 cm    | 16.***    | kiesett                  | kiesett                  |
| Karol Hoffmann      | Hármasugrás   | 16,79 m   | 7.        | 16,31 m                  | 12.                      |
| Konrad Bukowiecki   | Súlylökés     | 20,71 m   | 6.        | érvényes kísérlet nélkül | érvényes kísérlet nélkül |
| Michał Haratyk      | Súlylökés     | 19,97 m   | 18.       | kiesett                  | kiesett                  |
| Tomasz Majewski     | Súlylökés     | 20,56 m   | 7.        | 20,72 m                  | 6.                       |
| Piotr Małachowski   | Diszkoszvetés | 65,89 m   | 1.        | 67,55 m                  |                          |
| Robert Urbanek      | Diszkoszvetés | 61,76 m   | 17.       | kiesett                  | kiesett                  |
| Paweł Fajdek        | Kalapácsvetés | 72,00 m   | 17.       | kiesett                  | kiesett                  |
| Wojciech Nowicki    | Kalapácsvetés | 77,64 m   | 1.        | 77,73 m                  |                          |
| Łukasz Grzeszczuk   | Gerelyhajítás | 76,52 m   | 31.       | kiesett                  | kiesett                  |
| Marcin Krukowski    | Gerelyhajítás | 80,62 m   | 15.       | kiesett                  | kiesett                  |

| Versenyző       | Versenyszám | 100 m | 100 m | Távolugrás | Távolugrás | Súlylökés | Súlylökés | Magasugrás | Magasugrás | 400 m | 400 m | 110 m gát | 110 m gát | Diszkoszvetés | Diszkoszvetés | Rúdugrás | Rúdugrás | Gerelyhajítás | Gerelyhajítás | 1500 m  | 1500 m | Végeredmény | Végeredmény |
| Versenyző       | Versenyszám | Idő   | Pont  | Eredmény   | Pont       | Eredmény  | Pont      | Eredmény   | Pont       | Idő   | Pont  | Idő       | Pont      | Eredmény      | Pont          | Eredmény | Pont     | Eredmény      | Pont          | Idő     | Pont   | Pont        | Helyezés    |
| --------------- | ----------- | ----- | ----- | ---------- | ---------- | --------- | --------- | ---------- | ---------- | ----- | ----- | --------- | --------- | ------------- | ------------- | -------- | -------- | ------------- | ------------- | ------- | ------ | ----------- | ----------- |
| Paweł Wiesiołek | Tízpróba    | 10,88 | 888   | 673 cm     | 750        | 14,17 m   | 739       | 201 cm     | 813        | 50,18 | 806   | 15,09     | 839       | 48,32 m       | 835           | 450 cm   | 760      | 56,68 m       | 688           | 4:42,27 | 666    | 7784        | 21.         |

Női
| Versenyző                                                           | Versenyszám     | Selejtező | Selejtező | Selejtező | Előfutam | Előfutam | Előfutam | Elődöntő | Elődöntő | Elődöntő | Döntő         | Döntő         |
| Versenyző                                                           | Versenyszám     | Idő       | Hely.     | Össz.     | Idő      | Hely.    | Össz.    | Idő      | Hely.    | Össz.    | Idő           | Helyezés      |
| ------------------------------------------------------------------- | --------------- | --------- | --------- | --------- | -------- | -------- | -------- | -------- | -------- | -------- | ------------- | ------------- |
| Marika Popowicz                                                     | 100 m           | kiemelt   | kiemelt   | kiemelt   | 11,70    | 6.       | 52.      | kiesett  | kiesett  | kiesett  | kiesett       | kiesett       |
| Ewa Swoboda                                                         | 100 m           | kiemelt   | kiemelt   | kiemelt   | 11,24    | 2.       | 13.      | 11,18    | 7.       | 15.      | kiesett       | kiesett       |
| Anna Kiełbasińska                                                   | 200 m           |           |           |           | 22,95    | 4.       | 25.      | kiesett  | kiesett  | kiesett  | kiesett       | kiesett       |
| Małgorzata Hołub                                                    | 400 m           |           |           |           | 51,80    | 3.       | 20.      | 51,93    | 7.       | 19.      | kiesett       | kiesett       |
| Justyna Święty                                                      | 400 m           |           |           |           | 51,82    | 3.       | 21.      | 51,62    | 5.       | 17.      | kiesett       | kiesett       |
| Patrycja Wyciszkiewicz                                              | 400 m           |           |           |           | 52,02    | 4.       | 24.      | 52,51    | 8.       | 22.      | kiesett       | kiesett       |
| Joanna Jóźwik                                                       | 800 m           |           |           |           | 2:01,58  | 1.       | 36.      | 1:58,93  | 1.       | 5.       | 1:57,37       | 5.            |
| Angelika Cichocka                                                   | 800 m           |           |           |           | 2:00,42  | 1.       | 22.      | 2:01,29  | 8.       | 20.      | kiesett       | kiesett       |
| Angelika Cichocka                                                   | 1500 m          |           |           |           | 4:11,76  | 5.       | 28.      | 4:17,83  | 12.      | 24.      | kiesett       | kiesett       |
| Sofia Ennaoui                                                       | 1500 m          |           |           |           | 4:06,90  | 3.       | 8.       | 4:05,29  | 6.       | 10.      | 4:14,72       | 10.           |
| Danuta Urbanik                                                      | 1500 m          |           |           |           | 4:08,67  | 9.       | 16.      | 4:11,34  | 10.      | 22.      | kiesett       | kiesett       |
| Karolina Kołeczek                                                   | 100 m gát       |           |           |           | 13,04    | 6.       | 26.**    | kiesett  | kiesett  | kiesett  | kiesett       | kiesett       |
| Emilia Ankiewicz                                                    | 400 m gát       |           |           |           | 55,89    | 3.       | 10.      | 56,99    | 7.       | 23.      | kiesett       | kiesett       |
| Joanna Linkiewicz                                                   | 400 m gát       |           |           |           | 56,07    | 1.       | 14.*     | 55,35    | 3.       | 10.      | kiesett       | kiesett       |
| Matylda Szlęzak                                                     | 3000 m akadály  |           |           |           | 9:35,13  | 8.       | 26.      |          |          |          | kiesett       | kiesett       |
| Monika Drybulska                                                    | Maraton         |           |           |           |          |          |          |          |          |          | 2:32:49       | 23.           |
| Katarzyna Kowalska                                                  | Maraton         |           |           |           |          |          |          |          |          |          | nem ért célba | nem ért célba |
| Iwona Lewandowska                                                   | Maraton         |           |           |           |          |          |          |          |          |          | 2:31:41       | 21.           |
| Paulina Buziak                                                      | 20 km gyaloglás |           |           |           |          |          |          |          |          |          | 1:35:01       | 28.           |
| Agnieszka Dygacz                                                    | 20 km gyaloglás |           |           |           |          |          |          |          |          |          | nem ért célba | nem ért célba |
| Agnieszka Szwarnóg                                                  | 20 km gyaloglás |           |           |           |          |          |          |          |          |          | 1:38:01       | 44.           |
| Ewa Swoboda Marika Popowicz Klaudia Konopko Anna Kiełbasińska       | 4 × 100 m váltó |           |           |           | 43,33    | 7.       | 13.      |          |          |          | kiesett       | kiesett       |
| Małgorzata Hołub Patrycja Wyciszkiewicz Iga Baumgart Justyna Święty | 4 × 400 m váltó |           |           |           | 3:25,34  | 3.       | 7.       |          |          |          | 3:27,28       | 7.            |

| Versenyző        | Versenyszám   | Selejtező | Selejtező | Döntő    | Döntő    |
| Versenyző        | Versenyszám   | Eredmény  | Helyezés  | Eredmény | Helyezés |
| ---------------- | ------------- | --------- | --------- | -------- | -------- |
| Kamila Lićwinko  | Magasugrás    | 194 cm    | 9.*       | 193 cm   | 9.       |
| Anna Jagaciak    | Hármasugrás   | 14,13 m   | 10.       | 14,07 m  | 10.      |
| Paulina Guba     | Súlylökés     | 17,70 m   | 13.       | kiesett  | kiesett  |
| Żaneta Glanc     | Diszkoszvetés | 57,88 m   | 17.       | kiesett  | kiesett  |
| Joanna Fiodorow  | Kalapácsvetés | 71,77 m   | 4.        | 69,87 m  | 9.       |
| Malwina Kopron   | Kalapácsvetés | 69,69 m   | 15.       | kiesett  | kiesett  |
| Anita Włodarczyk | Kalapácsvetés | 76,93 m   | 1.        | 82,29 m  |          |
| Maria Andrejczyk | Gerelyhajítás | 67,11 m   | 1.        | 64,78 m  | 4.       |

* - egy másik versenyzővel azonos eredményt ért el

** - két másik versenyzővel azonos eredményt ért el

*** - négy másik versenyzővel azonos eredményt ért el

## Birkózás

### Férfi
Szabadfogású
| Versenyző             | Versenyszám | Selejtező                  | Nyolcaddöntő                   | Negyeddöntő                | Elődöntő          | Vigaszág első kör        | Vigaszág elődöntő | Bronz- mérkőzés   | Döntő             | Helyezés |
| Versenyző             | Versenyszám | Ellenfél Eredmény          | Ellenfél Eredmény              | Ellenfél Eredmény          | Ellenfél Eredmény | Ellenfél Eredmény        | Ellenfél Eredmény | Ellenfél Eredmény | Ellenfél Eredmény | Helyezés |
| --------------------- | ----------- | -------------------------- | ------------------------------ | -------------------------- | ----------------- | ------------------------ | ----------------- | ----------------- | ----------------- | -------- |
| Magomedmurad Gadzhiev | 65 kg       | erőnyerő                   | Frank Molinaro (USA) · 2–2     | kiesett                    | kiesett           | kiesett                  | kiesett           | kiesett           | kiesett           | 16.      |
| Zbigniew Baranowski   | 86 kg       | erőnyerő                   | Sandro Aminashvili (GEO) · 2–2 | Şərif Şərifov (AZE) · 0–7  | kiesett           | kiesett                  | kiesett           | kiesett           | kiesett           | 10.      |
| Radosław Baran        | 97 kg       | Xetaq Qazyumov (AZE) · 0–3 |                                |                            |                   | Reza Jazdáni (IRI) · 2–5 | kiesett           | kiesett           |                   | 13.      |
| Robert Baran          | 125 kg      | erőnyerő                   | Ayaal Lazarev (KGZ) · 5–1      | Tervel Dlagnev (USA) · 2–3 | kiesett           | kiesett                  | kiesett           | kiesett           | kiesett           | 11.      |

### Női
Szabadfogású
| Versenyző           | Versenyszám | Selejtező                        | Nyolcaddöntő                        | Negyeddöntő                 | Elődöntő          | Vigaszág első kör | Vigaszág elődöntő                 | Bronz- mérkőzés             | Döntő             | Helyezés |
| Versenyző           | Versenyszám | Ellenfél Eredmény                | Ellenfél Eredmény                   | Ellenfél Eredmény           | Ellenfél Eredmény | Ellenfél Eredmény | Ellenfél Eredmény                 | Ellenfél Eredmény           | Ellenfél Eredmény | Helyezés |
| ------------------- | ----------- | -------------------------------- | ----------------------------------- | --------------------------- | ----------------- | ----------------- | --------------------------------- | --------------------------- | ----------------- | -------- |
| Iwona Matkowska     | 48 kg       | erőnyerő                         | Mercy Genesis (NGR) · kétvállas 4–0 | Mariya Stadnik (AZE) · 0–10 |                   |                   | Patricia Bermúdez (ARG) · 3–6     | kiesett                     |                   | 7.       |
| Katarzyna Krawczyk  | 53 kg       | erőnyerő                         | Erdenechimegiin Sumiya (MGL) · 8–6  | Sofia Mattsson (SWE) · 3–10 | kiesett           | kiesett           | kiesett                           | kiesett                     | kiesett           | 9.       |
| Monika Michalik     | 63 kg       | erőnyerő                         | Kavai Riszako (JPN) · 0–5           |                             |                   |                   | Anastasija Grigorjeva (LAT) · 5–2 | Inna Trazsukova (RUS) · 6–3 |                   |          |
| Agnieszka Wieszczek | 69 kg       | Buse Tosun (TUR) · 0–6 kétvállas | kiesett                             | kiesett                     | kiesett           | kiesett           | kiesett                           | kiesett                     | kiesett           | 15.      |

## Cselgáncs
Férfi
| Versenyző       | Versenyszám | 32-es főtábla                          | Nyolcaddöntő                    | Negyeddöntő       | Elődöntő          | Vigaszág elődöntő | Bronz- mérkőzés   | Döntő             | Helyezés |
| Versenyző       | Versenyszám | Ellenfél Eredmény                      | Ellenfél Eredmény               | Ellenfél Eredmény | Ellenfél Eredmény | Ellenfél Eredmény | Ellenfél Eredmény | Ellenfél Eredmény | Helyezés |
| --------------- | ----------- | -------------------------------------- | ------------------------------- | ----------------- | ----------------- | ----------------- | ----------------- | ----------------- | -------- |
| Maciej Sarnacki | Nehézsúly   | Þormóður Jónsson (ISL) · 100(2)-000(4) | Or Sasson (ISR) · 000(1)–010(1) | kiesett           | kiesett           |                   |                   |                   | 9.       |

Női
| Versenyző         | Versenyszám  | Selejtező                                 | Nyolcaddöntő                         | Negyeddöntő       | Elődöntő          | Vigaszág elődöntő | Bronz- mérkőzés   | Döntő             | Helyezés |
| Versenyző         | Versenyszám  | Ellenfél Eredmény                         | Ellenfél Eredmény                    | Ellenfél Eredmény | Ellenfél Eredmény | Ellenfél Eredmény | Ellenfél Eredmény | Ellenfél Eredmény | Helyezés |
| ----------------- | ------------ | ----------------------------------------- | ------------------------------------ | ----------------- | ----------------- | ----------------- | ----------------- | ----------------- | -------- |
| Arleta Podolak    | Könnyűsúly   | Lien Chen-ling (TPE) · 000(0)–100(0)      | kiesett                              | kiesett           | kiesett           |                   |                   |                   | 17.      |
| Katarzyna Piłocik | Középsúly    | Gulnoza Matniyazova (UZB) · 000(1)-000(2) | María Bernabéu (ESP) · 000(1)–000(0) | kiesett           | kiesett           |                   |                   |                   | 9.       |
| Daria Pogorzelec  | Félnehézsúly | Hortence Atangana (CMR) · 000(0)-000(3)   | Luise Malzahn (GER) · 000(2)–000(1)  | kiesett           | kiesett           |                   |                   |                   | 9.       |

## Evezés
Férfi
| Versenyző | Versenyszám              | Előfutam | Előfutam | Vigaszág | Vigaszág | Negyeddöntő | Negyeddöntő | Elődöntő | Elődöntő | Elődöntő | Döntő | Döntő   | Döntő | Helyezés |
| Versenyző | Versenyszám              | Idő      | Hely.    | Idő      | Hely.    | Idő         | Hely.       | Típus    | Idő      | Hely.    | Típus | Idő     | Hely. | Helyezés |
| --- | ------------------------ | -------- | -------- | -------- | -------- | ----------- | ----------- | -------- | -------- | -------- | ----- | ------- | ----- | -------- |
| Natan Węgrzycki-Szymczyk | Egypárevezős             | 7:12,43  | 2.       | erőnyerő | erőnyerő | 6:53,52     | 3.          | A/B      | 7:15,61  | 6.       | B     | 6:47,95 | 1.    | 7.       |
| Artur Mikołajczewski Miłosz Jankowski | Könnyűsúlyú kétpárevezős | 6:27,70  | 2.       | erőnyerő | erőnyerő |             |             | A/B      | 6:40,23  | 3.       | A     | 6:42,00 | 6.    | 6.       |
| Mateusz Biskup Wiktor Chabel Dariusz Radosz Mirosław Ziętarski | Négypárevezős            | 5:51,28  | 2.       | erőnyerő | erőnyerő |             |             |          |          |          | A     | 6:12,09 | 4.    | 4.       |
| Zbigniew Schodowski Mateusz Wilangowski Krystian Aranowski Robert Fuchs Mikołaj Burda Michał Szpakowski Marcin Brzeziński Piotr Juszczak Daniel Trojanowski (kormányos) | Nyolcas                  | 5:42,32  | 3.       | 5:59,22  | 4.       |             |             |          |          |          | A     | 5:34,62 | 5.    | 5.       |

Női
| Versenyző                                                           | Versenyszám              | Előfutam | Előfutam | Vigaszág | Vigaszág | Elődöntő | Elődöntő | Elődöntő | Döntő | Döntő   | Döntő | Helyezés |
| Versenyző                                                           | Versenyszám              | Idő      | Hely.    | Idő      | Hely.    | Típus    | Idő      | Hely.    | Típus | Idő     | Hely. | Helyezés |
| ------------------------------------------------------------------- | ------------------------ | -------- | -------- | -------- | -------- | -------- | -------- | -------- | ----- | ------- | ----- | -------- |
| Magdalena Fularczyk Natalia Madaj                                   | Kétpárevezős             | 7:16,16  | 1.       | erőnyerő | erőnyerő | A/B      | 6:50,63  | 1.       | A     | 7:40,10 | 1.    |          |
| Weronika Deresz Martyna Mikołajczak                                 | Könnyűsúlyú kétpárevezős | 7:05,02  | 2.       | erőnyerő | erőnyerő | A/B      | 7:22,06  | 5.       | B     | 7:24,34 | 1.    | 7.       |
| Anna Wierzbowska Maria Wierzbowska                                  | Kormányos nélküli kettes | 7:12,82  | 3.       | erőnyerő | erőnyerő | A/B      | 7:39,12  | 5.       | B     | 7:21,53 | 4.    | 10.      |
| Maria Springwald Joanna Leszczyńska Agnieszka Kobus Monika Ciaciuch | Négypárevezős            | 6:33,43  | 2.       | 6:25,49  | 2.       |          |          |          | A     | 6:50,86 | 3.    |          |

## Íjászat
Női
| Versenyző              | Versenyszám | Selejtező | Selejtező | 64-es főtábla                   | 32-es főtábla     | Nyolcaddöntő      | Negyeddöntő       | Elődöntő          | Döntő             | Helyezés |
| Versenyző              | Versenyszám | Pont      | Kiemelés  | Ellenfél Eredmény               | Ellenfél Eredmény | Ellenfél Eredmény | Ellenfél Eredmény | Ellenfél Eredmény | Ellenfél Eredmény | Helyezés |
| ---------------------- | ----------- | --------- | --------- | ------------------------------- | ----------------- | ----------------- | ----------------- | ----------------- | ----------------- | -------- |
| Karina Lipiarska-Pałka | Egyéni      | 620       | 40.       | Yasemin Anagöz (TUR)(25.) · 5-6 | kiesett           | kiesett           | kiesett           | kiesett           | kiesett           | 33.      |

## Kajak-kenu

### Gyorsasági
Férfi
| Versenyző                     | Versenyszám        | Előfutam | Előfutam | Előfutam | Elődöntő | Elődöntő | Elődöntő | Döntő   | Döntő    | Döntő    | Helyezés |
| Versenyző                     | Versenyszám        | Idő      | Hely.    | Össz.    | Idő      | Hely.    | Össz.    | Típus   | Idő      | Helyezés | Helyezés |
| ----------------------------- | ------------------ | -------- | -------- | -------- | -------- | -------- | -------- | ------- | -------- | -------- | -------- |
| Paweł Kaczmarek               | Kajak egyes 200 m  | 35,562   | 6.       | 18.      | kiesett  | kiesett  | kiesett  | kiesett | kiesett  | kiesett  | 18.      |
| Rafał Rosolski                | Kajak egyes 1000 m | 3:37,700 | 4.       | 15.      | 3:38,379 | 7.       | 14.      | B       | 3:39,021 | 6.       | 14.      |
| Tomasz Kaczor                 | Kenu egyes 200 m   | 42,450   | 6.       | 19.      | kiesett  | kiesett  | kiesett  | kiesett | kiesett  | kiesett  | 22.      |
| Tomasz Kaczor                 | Kenu egyes 1000 m  | 3:59,928 | 2.       | 3.       | 3:59,836 | 4.       | 4.       | B       | 3:59,350 | 1.       | 8.       |
| Mateusz Kamiński Michał Kudła | Kenu kettes 1000 m | 3:44,717 | 5.       | 8.       | 3:43,467 | 4.       | 6.       | B       | 3:52,964 | 1.       | 9.       |

Női
| Versenyző                                                               | Versenyszám        | Előfutam | Előfutam | Előfutam | Elődöntő | Elődöntő | Elődöntő | Döntő | Döntő    | Döntő    | Helyezés |
| Versenyző                                                               | Versenyszám        | Idő      | Hely.    | Össz.    | Idő      | Hely.    | Össz.    | Típus | Idő      | Helyezés | Helyezés |
| ----------------------------------------------------------------------- | ------------------ | -------- | -------- | -------- | -------- | -------- | -------- | ----- | -------- | -------- | -------- |
| Marta Walczykiewicz                                                     | Kajak egyes 200 m  | 40,263   | 1.       | 1.       | 40,619   | 1.       | 6.       | A     | 40,279   | 2.       |          |
| Ewelina Wojnarowska                                                     | Kajak egyes 500 m  | 1:52,193 | 2.       | 2.       | 1:59,458 | 5.       | 16.      | B     | 1:58,167 | 4.       | 12.      |
| Karolina Naja Beata Mikołajczyk                                         | Kajak kettes 500 m | 1:41,766 | 2.       | 3.       | 1:41,684 | 1.       | 1.       | A     | 1:45,207 | 3.       |          |
| Marta Walczykiewicz Edyta Dzieniszewska Karolina Naja Beata Mikołajczyk | Kajak négyes 500 m | 1:33,020 | 2.       | 4.       | 1:36,532 | 4.       | 7.       | B     | 1:37,658 | 1.       | 9.       |

### Szlalom
Férfi
| Versenyző                         | Versenyszám | Selejtező | Selejtező | Selejtező | Selejtező | Selejtező     | Selejtező     | Elődöntő | Elődöntő | Döntő   | Döntő    |
| Versenyző                         | Versenyszám | 1. futam  | 1. futam  | 2. futam  | 2. futam  | Jobb eredmény | Jobb eredmény | Elődöntő | Elődöntő | Döntő   | Döntő    |
| Versenyző                         | Versenyszám | Pont      | Hely.     | Pont      | Hely.     | Pont          | Hely.         | Pont     | Hely.    | Pont    | Helyezés |
| --------------------------------- | ----------- | --------- | --------- | --------- | --------- | ------------- | ------------- | -------- | -------- | ------- | -------- |
| Maciej Okręglak                   | Kajak egyes | 96,73     | 16.       | 94,44     | 14.       | 94,44         | 18.           | kiesett  | kiesett  | kiesett | kiesett  |
| Grzegorz Hedwig                   | Kenu egyes  | 96,67     | 3.        | 97,72     | 6.        | 96,67         | 7.            | 102,70   | 12.      | kiesett | kiesett  |
| Piotr Szczepański Marcin Pochwała | Kenu kettes | 115,36    | 9.        | 159,68    | 11.       | 115,36        | 11.           | 110,17   | 4.       | 104,97  | 5.       |

Női
| Versenyző          | Versenyszám | Selejtező | Selejtező | Selejtező | Selejtező | Selejtező     | Selejtező     | Elődöntő | Elődöntő | Döntő   | Döntő    |
| Versenyző          | Versenyszám | 1. futam  | 1. futam  | 2. futam  | 2. futam  | Jobb eredmény | Jobb eredmény | Elődöntő | Elődöntő | Döntő   | Döntő    |
| Versenyző          | Versenyszám | Pont      | Hely.     | Pont      | Hely.     | Pont          | Hely.         | Pont     | Hely.    | Pont    | Helyezés |
| ------------------ | ----------- | --------- | --------- | --------- | --------- | ------------- | ------------- | -------- | -------- | ------- | -------- |
| Natalia Pacierpnik | Kajak egyes | 106,38    | 5.        | 167,18    | 19.       | 106,38        | 10.           | 109,63   | 11.      | kiesett | kiesett  |

## Kerékpározás

### Hegyi-kerékpározás
| Versenyző         | Versenyszám      | Idő     | Helyezés |
| ----------------- | ---------------- | ------- | -------- |
| Maja Włoszczowska | Női terepverseny | 1:30:52 |          |

### Országúti kerékpározás
Férfi
| Versenyző          | Versenyszám   | Idő              | Helyezés      |
| ------------------ | ------------- | ---------------- | ------------- |
| Michał Gołaś       | Mezőnyverseny | 6:30:05 (+20:00) | 56.           |
| Rafał Majka        | Mezőnyverseny | 6:10:10 (+0:05)  |               |
| Maciej Bodnar      | Mezőnyverseny | nem ért célba    | nem ért célba |
| Maciej Bodnar      | Időfutam      | 1:14:05,89       | 6.            |
| Michał Kwiatkowski | Időfutam      | 1:15:55,49       | 14.           |
| Michał Kwiatkowski | Mezőnyverseny | 6:30:05 (+20:00) | 62.           |

Női
| Versenyző            | Versenyszám   | Idő              | Helyezés |
| -------------------- | ------------- | ---------------- | -------- |
| Małgorzata Jasińska  | Mezőnyverseny | 3:56:34 (+5:07)  | 24.      |
| Katarzyna Niewiadoma | Mezőnyverseny | 3:51:47 (+0:20)  | 6.       |
| Katarzyna Niewiadoma | Időfutam      | 47:47,96         | 18.      |
| Anna Plichta         | Időfutam      | 47:59,66         | 19.      |
| Anna Plichta         | Mezőnyverseny | 4:01:29 (+10:02) | 41.      |

### Pálya-kerékpározás
Sprintversenyek
| Versenyző                                        | Versenyszám  | Selejtező | Selejtező | 1. forduló                        | Vigaszág                                               | Vigaszág | 2. forduló           | Vigaszág               | Vigaszág | 9–12. helyért          | 9–12. helyért | Negyeddöntő                                                                        | 5–8. helyért           | 5–8. helyért | Elődöntő             | Döntő                | Helyezés |
| Versenyző                                        | Versenyszám  | Idő       | Hely.     | Ellenfél Győztes idő              | Ellenfelek Győztes idő                                 | Hely.    | Ellenfél Győztes idő | Ellenfelek Győztes idő | Hely.    | Ellenfelek Győztes idő | Hely.         | Ellenfél Győztes idő                                                               | Ellenfelek Győztes idő | Hely.        | Ellenfél Győztes idő | Ellenfél Győztes idő | Helyezés |
| ------------------------------------------------ | ------------ | --------- | --------- | --------------------------------- | ------------------------------------------------------ | -------- | -------------------- | ---------------------- | -------- | ---------------------- | ------------- | ---------------------------------------------------------------------------------- | ---------------------- | ------------ | -------------------- | -------------------- | -------- |
| Rafał Sarnecki                                   | Férfi egyéni | 9,980     | 15.       | Gyenyisz Dmitrijev (RUS) · 10,141 | Fabián Puerta (COL) · François Pervis (FRA) · 10,272   | 2.       | kiesett              | kiesett                | kiesett  | kiesett                | kiesett       | kiesett                                                                            | kiesett                | kiesett      | kiesett              | kiesett              | 18.      |
| Damian Zieliński                                 | Férfi egyéni | 9,823     | 7.        | Joachim Eilers (GER) · 10,428     | Patrick Constable (AUS) · Pavel Kelemen (CZE) · 10,363 | 2.       | kiesett              | kiesett                | kiesett  | kiesett                | kiesett       | kiesett                                                                            | kiesett                | kiesett      | kiesett              | kiesett              | 14.      |
| Krzysztof Maksel Rafał Sarnecki Damian Zieliński | Férfi csapat | 43,297    | 5.        |                                   |                                                        |          |                      |                        |          |                        |               | Franciaország (FRA) · Grégory Baugé · Michaël D'Almeida · François Pervis · 43,153 |                        |              |                      | kiesett              | 6.       |

Üldözőversenyek
| Versenyző                                                         | Versenyszám | Selejtező | Selejtező | Elődöntő                                                                                      | Elődöntő  | Elődöntő | Döntő                                                                                       | Döntő     | Döntő    |
| Versenyző                                                         | Versenyszám | Idő       | Hely.     | Ellenfél Idő                                                                                  | Saját idő | Hely.    | Ellenfél Idő                                                                                | Saját idő | Helyezés |
| ----------------------------------------------------------------- | ----------- | --------- | --------- | --------------------------------------------------------------------------------------------- | --------- | -------- | ------------------------------------------------------------------------------------------- | --------- | -------- |
| Edyta Jasińska Justyna Kaczkowska Daria Pikulik Natalia Rutkowska | Női csapat  | 4:28,988  | 8.        | Új-Zéland (NZL) · Rushlee Buchanan · Lauren Ellis · Jaime Nielsen · Racquel Sheath · 4:17,592 | kizárták  | 8.       | 7. helyért · Kína (CHN) · Zhao Baofang · Huang Dongyan · Jing Yali · Ma Menglu · idő nélkül | kizárták  | 8.       |

Keirin
| Versenyző        | Versenyszám | 1. forduló | Vigaszág | 2. forduló | 7–12. helyért | Döntő    | Helyezés |
| Versenyző        | Versenyszám | Helyezés   | Helyezés | Helyezés   | Helyezés      | Helyezés | Helyezés |
| ---------------- | ----------- | ---------- | -------- | ---------- | ------------- | -------- | -------- |
| Krzysztof Maksel | Férfi       | 4.         | 1.       | 4.         | 3.            |          | 9.       |
| Damian Zieliński | Férfi       | 1.         | erőnyerő | 2.         |               | 6.       | 6.       |

Omnium
| Versenyző     | Versenyszám | 10 km-es scratch | 10 km-es scratch | 3 km-es egyéni üldözőverseny | 3 km-es egyéni üldözőverseny | 3 km-es egyéni üldözőverseny | Kieséses verseny | Kieséses verseny | 500 m-es időfutam | 500 m-es időfutam | 500 m-es időfutam | 250 méter repülő rajt | 250 méter repülő rajt | 250 méter repülő rajt | 20 km-es pontverseny | 20 km-es pontverseny | Összesítés | Összesítés |
| Versenyző     | Versenyszám | Pont             | Hely.            | Idő                          | Pont                         | Hely.                        | Pont             | Hely.            | Idő               | Pont              | Hely.             | Idő                   | Pont                  | Hely.                 | Pont                 | Hely.                | Pont       | Helyezés   |
| ------------- | ----------- | ---------------- | ---------------- | ---------------------------- | ---------------------------- | ---------------------------- | ---------------- | ---------------- | ----------------- | ----------------- | ----------------- | --------------------- | --------------------- | --------------------- | -------------------- | -------------------- | ---------- | ---------- |
| Daria Pikulik | Női         | 22               | 10.              | 3:39,880                     | 20                           | 11.                          | 10               | 16.              | 36,690            | 14                | 14.               | 14,409                | 26                    | 8.                    | 0                    | 15.                  | 92         | 14.        |

## Kézilabda

### Férfi
| Lengyel férfi kézilabdacsapat-játékoskeret | Lengyel férfi kézilabdacsapat-játékoskeret                                                                               |
| --- | --- |
| - Karol Bielecki - Michał Daszek - Łukasz Gierak - Mateusz Jachlewski - Bartosz Jurecki - Michał Jurecki - Mariusz Jurkiewicz - Przemysław Krajewski | - Mateusz Kus - Krzysztof Lijewski - Kamil Syprzak - Sławomir Szmal - Michał Szyba - Adam Wiśniewski - Piotr Wyszomirski |

#### Eredmények
Csoportkör
B csoport
| Hely. | Csapat              | M | Gy | D | V | G+  | G–  | Gk  | P | Továbbjutás |
| ----- | ------------------- | - | -- | - | - | --- | --- | --- | - | ----------- |
| 1.    | Németország (GER)   | 5 | 4  | 0 | 1 | 153 | 141 | +12 | 8 | Negyeddöntő |
| 2.    | Szlovénia (SLO)     | 5 | 4  | 0 | 1 | 137 | 126 | +11 | 8 | Negyeddöntő |
| 3.    | Brazília (BRA) (R)  | 5 | 2  | 1 | 2 | 141 | 150 | −9  | 5 | Negyeddöntő |
| 4.    | Lengyelország (POL) | 5 | 2  | 0 | 3 | 139 | 140 | −1  | 4 | Negyeddöntő |
| 5.    | Egyiptom (EGY)      | 5 | 1  | 1 | 3 | 129 | 143 | −14 | 3 |             |
| 6.    | Svédország (SWE)    | 5 | 1  | 0 | 4 | 132 | 131 | +1  | 2 |             |

| 2016. augusztus 7. 16:40 (21:40) | Lengyelország (POL) | 32–34       | Brazília (BRA) | Future Arena, Rio de Janeiro Játékvezetők: Nachevski, Nikolov (MKD) |
| 2016. augusztus 7. 16:40 (21:40) | Daszek 8            | (13–16)     | Toledo 7       | Future Arena, Rio de Janeiro Játékvezetők: Nachevski, Nikolov (MKD) |
| 2016. augusztus 7. 16:40 (21:40) | 5× 4×               | Jegyzőkönyv | 6× 3×          | Future Arena, Rio de Janeiro Játékvezetők: Nachevski, Nikolov (MKD) |

| 2016. augusztus 9. 11:30 (16:30) | Németország (GER) | 32–29       | Lengyelország (POL) | Future Arena, Rio de Janeiro Játékvezetők: Lopéz, Ramírez (ESP) |
| 2016. augusztus 9. 11:30 (16:30) | három játékos 5   | (16–14)     | Bielecki 10         | Future Arena, Rio de Janeiro Játékvezetők: Lopéz, Ramírez (ESP) |
| 2016. augusztus 9. 11:30 (16:30) | 6× 4× 1×          | Jegyzőkönyv | 5× 3×               | Future Arena, Rio de Janeiro Játékvezetők: Lopéz, Ramírez (ESP) |

| 2016. augusztus 11. 11:30 (16:30) | Lengyelország (POL) | 33–25       | Egyiptom (EGY) | Future Arena, Rio de Janeiro Játékvezetők: Santos, Fonseca (POR) |
| 2016. augusztus 11. 11:30 (16:30) | Daszek 6            | (16–10)     | Eissa 6        | Future Arena, Rio de Janeiro Játékvezetők: Santos, Fonseca (POR) |
| 2016. augusztus 11. 11:30 (16:30) | 7× 4×               | Jegyzőkönyv | 6× 3× 1×       | Future Arena, Rio de Janeiro Játékvezetők: Santos, Fonseca (POR) |

| 2016. augusztus 13. 19:50 (02:50) | Svédország (SWE) | 24–25       | Lengyelország (POL) | Future Arena, Rio de Janeiro Játékvezetők: Geipel, Helbig (GER) |
| 2016. augusztus 13. 19:50 (02:50) | Stenmalm 8       | (13–12)     | Bielecki 8          | Future Arena, Rio de Janeiro Játékvezetők: Geipel, Helbig (GER) |
| 2016. augusztus 13. 19:50 (02:50) | 2× 3×            | Jegyzőkönyv | 8× 4×               | Future Arena, Rio de Janeiro Játékvezetők: Geipel, Helbig (GER) |

| 2016. augusztus 15. 09:30 (14:30) | Lengyelország (POL) | 20–25       | Szlovénia (SLO) | Future Arena, Rio de Janeiro Játékvezetők: Horáček, Novotný (CZE) |
| 2016. augusztus 15. 09:30 (14:30) | Bielecki 4          | (13–13)     | Zarabec 7       | Future Arena, Rio de Janeiro Játékvezetők: Horáček, Novotný (CZE) |
| 2016. augusztus 15. 09:30 (14:30) | 5× 2× 1×            | Jegyzőkönyv | 8× 2× 1×        | Future Arena, Rio de Janeiro Játékvezetők: Horáček, Novotný (CZE) |

Negyeddöntő
| 2016. augusztus 17. 20:30 (01:30) | Horvátország (CRO) | 27–30       | Lengyelország (POL) | Future Arena, Rio de Janeiro Játékvezetők: Geipel, Helbig (GER) |
| 2016. augusztus 17. 20:30 (01:30) | Čupić, Stepančić 7 | (14–18)     | Bielecki 12         | Future Arena, Rio de Janeiro Játékvezetők: Geipel, Helbig (GER) |
| 2016. augusztus 17. 20:30 (01:30) | 2× 4× 1×           | Jegyzőkönyv | 2× 2×               | Future Arena, Rio de Janeiro Játékvezetők: Geipel, Helbig (GER) |

Elődöntő
| 2016. augusztus 19. 20:30 (01:30) | Lengyelország (POL) | 28–29 (h. u.)  | Dánia (DEN) | Future Arena, Rio de Janeiro Játékvezetők: Horaček, Novotny (CZE) |
| 2016. augusztus 19. 20:30 (01:30) | Bielecki 7          | (15–16, 25–25) | Hansen 10   | Future Arena, Rio de Janeiro Játékvezetők: Horaček, Novotny (CZE) |
| 2016. augusztus 19. 20:30 (01:30) | 3× 4×               | Jegyzőkönyv    | 3× 3×       | Future Arena, Rio de Janeiro Játékvezetők: Horaček, Novotny (CZE) |

Bronzmérkőzés
| 2016. augusztus 21. 10:30 (15:30) | Lengyelország (POL)   | 25–31       | Németország (GER) | Future Arena, Rio de Janeiro Játékvezetők: Horaček, Novotny (CZE) |
| 2016. augusztus 21. 10:30 (15:30) | Krajewski, Lijewski 5 | (13–17)     | Reichmann 7       | Future Arena, Rio de Janeiro Játékvezetők: Horaček, Novotny (CZE) |
| 2016. augusztus 21. 10:30 (15:30) | 5× 1×                 | Jegyzőkönyv | 5× 3×             | Future Arena, Rio de Janeiro Játékvezetők: Horaček, Novotny (CZE) |

| Csapat              | Helyezés |
| ------------------- | -------- |
| Lengyelország (POL) | 4.       |

## Lovaglás
Lovastusa
| Versenyző    | Ló       | Versenyszám | Díjlovaglás | Díjlovaglás | Tereplovaglás | Tereplovaglás | Tereplovaglás | Díjugratás | Díjugratás  | Díjugratás | Díjugratás | Végeredmény | Végeredmény |
| Versenyző    | Ló       | Versenyszám | Díjlovaglás | Díjlovaglás | Tereplovaglás | Tereplovaglás | Tereplovaglás | Selejtező  | Selejtező   | Selejtező  | Döntő      | Végeredmény | Végeredmény |
| Versenyző    | Ló       | Versenyszám | Bünt.       | Hely.       | Bünt.         | Bünt. össz.   | Hely.         | Bünt.      | Bünt. össz. | Hely.      | Bünt.      | Bünt.       | Helyezés    |
| ------------ | -------- | ----------- | ----------- | ----------- | ------------- | ------------- | ------------- | ---------- | ----------- | ---------- | ---------- | ----------- | ----------- |
| Paweł Spisak | Banderas | Egyéni      | 53,6        | 51.         | nem ért célba | nem ért célba | nem ért célba | kiesett    | kiesett     | kiesett    | kiesett    | kiesett     | kiesett     |

## Ökölvívás
Férfi
| Versenyző        | Versenyszám | Selejtező                   | Nyolcaddöntő      | Negyeddöntő       | Elődöntő          | Döntő             | Helyezés |
| Versenyző        | Versenyszám | Ellenfél Eredmény           | Ellenfél Eredmény | Ellenfél Eredmény | Ellenfél Eredmény | Ellenfél Eredmény | Helyezés |
| ---------------- | ----------- | --------------------------- | ----------------- | ----------------- | ----------------- | ----------------- | -------- |
| Tomasz Jabłoński | Középsúly   | Daniel Lewis (AUS) · 1-2    | kiesett           | kiesett           | kiesett           | kiesett           | 16.      |
| Igor Jakubowski  | Nehézsúly   | Lawrence Okolie (GBR) · 0-3 | kiesett           | kiesett           | kiesett           | kiesett           | 17.      |

## Öttusa
| Versenyző          | Versenyszám | Vívás (V) | Vívás (V) | Úszás   | Úszás | Úszás | Bónusz vívás (B) | Bónusz vívás (B) | Bónusz vívás (B) | Lovaglás | Lovaglás | Lovaglás | Lovaglás | Futás/Lövészet | Futás/Lövészet | Futás/Lövészet | Futás/Lövészet | Összesen    | Összesen |
| Versenyző          | Versenyszám | Eredmény  | Pont      | Idő     | Pont  | Hely. | Eredmény         | Pont             | V+B Hely.        | Idő      | Hibapont | Pont     | Hely.    | Lövőhiba       | Idő            | Pont           | Hely.          | Összes pont | Helyezés |
| ------------------ | ----------- | --------- | --------- | ------- | ----- | ----- | ---------------- | ---------------- | ---------------- | -------- | -------- | -------- | -------- | -------------- | -------------- | -------------- | -------------- | ----------- | -------- |
| Szymon Staśkiewicz | Férfi       | 21–14     | 226       | 2:10,16 | 310   | 35.   | 1–1              | 1                | 5.               | 73,44    | 42       | 258      | 30.      | 6              | 11:45,88       | 595            | 24.            | 1390        | 27.      |
| Anna Maliszewska   | Női         | 16–19     | 196       | 2:20,30 | 280   | 24.   | 4–1              | 4                | 20.              | 79,41    | 18       | 282      | 19.      | 5              | 13:01,21       | 519            | 18.            | 1281        | 18.      |
| Oktawia Nowacka    | Női         | 27–8      | 262       | 2:16,67 | 290   | 16.   | 2–1              | 2                | 1.               | 70,69    | 7        | 293      | 9.       | 9              | 13:18,50       | 502            | 24.            | 1349        |          |

## Röplabda

### Férfi
| Lengyel férfi röplabdacsapat-játékoskeret                                                         | Lengyel férfi röplabdacsapat-játékoskeret                                                            |
| ------------------------------------------------------------------------------------------------- | --- |
| - Bartosz Bednorz - Mateusz Bieniek - Rafał Buszek - Fabian Drzyzga - Karol Kłos - Dawid Konarski | - Michał Kubiak - Bartosz Kurek - Grzegorz Łomacz - Mateusz Mika - Piotr Nowakowski - Paweł Zatorski |

#### Eredmények
Csoportkör
B csoport
|       |                     | Mérkőzések | Mérkőzések | Mérkőzések | Mérkőzések | Szettek | Szettek | Szettek | Pontok | Pontok | Pontok |
| Hely. | Csapat              | M          | Gy         | V          | Pont       | Sz+     | Sz–     | SzA     | P+     | P–     | PA     |
| ----- | ------------------- | ---------- | ---------- | ---------- | ---------- | ------- | ------- | ------- | ------ | ------ | ------ |
| 1.    | Argentína (ARG)     | 5          | 4          | 1          | 12         | 12      | 4       | 3,000   | 394    | 335    | 1,176  |
| 2.    | Lengyelország (POL) | 5          | 4          | 1          | 12         | 14      | 5       | 2,800   | 447    | 389    | 1,149  |
| 3.    | Oroszország (RUS)   | 5          | 4          | 1          | 11         | 13      | 6       | 2,167   | 432    | 367    | 1,177  |
| 4.    | Irán (IRI)          | 5          | 2          | 3          | 7          | 8       | 9       | 0,889   | 389    | 392    | 0,992  |
| 5.    | Egyiptom (EGY)      | 5          | 1          | 4          | 3          | 3       | 12      | 0,250   | 286    | 362    | 0,790  |
| 6.    | Kuba (CUB)          | 5          | 0          | 5          | 0          | 1       | 15      | 0,067   | 300    | 403    | 0,744  |

| 2016. augusztus 7. 15:00 (20:00) | Lengyelország (POL)               | 3–0 | Egyiptom (EGY) | Ginásio do Maracanãzinho, Rio de Janeiro Nézőszám: 5658 Játékvezető: Juraj Mokrý (SVK), Susana Rodríguez (ESP) |
| 2016. augusztus 7. 15:00 (20:00) | (25–18, 25–20, 25–17) Jegyzőkönyv |     |                | Ginásio do Maracanãzinho, Rio de Janeiro Nézőszám: 5658 Játékvezető: Juraj Mokrý (SVK), Susana Rodríguez (ESP) |

| 2016. augusztus 9. 17:05 (22:05) | Lengyelország (POL)                             | 3–2 | Irán (IRI) | Ginásio do Maracanãzinho, Rio de Janeiro Nézőszám: 7227 Játékvezető: Paulo Turci (BRA), Susana Rodríguez (ESP) |
| 2016. augusztus 9. 17:05 (22:05) | (25–17, 25–23, 23–25, 20–25, 18–16) Jegyzőkönyv |     |            | Ginásio do Maracanãzinho, Rio de Janeiro Nézőszám: 7227 Játékvezető: Paulo Turci (BRA), Susana Rodríguez (ESP) |

| 2016. augusztus 11. 15:00 (20:00) | Lengyelország (POL)               | 3–0 | Argentína (ARG) | Ginásio do Maracanãzinho, Rio de Janeiro Nézőszám: 6972 Játékvezető: Denny Cespedes (DOM), Rogerio Espicalsky (BRA) |
| 2016. augusztus 11. 15:00 (20:00) | (25–21, 25–19, 37–35) Jegyzőkönyv |     |                 | Ginásio do Maracanãzinho, Rio de Janeiro Nézőszám: 6972 Játékvezető: Denny Cespedes (DOM), Rogerio Espicalsky (BRA) |

| 2016. augusztus 13. 15:00 (20:00) | Lengyelország (POL)                             | 2–3 | Oroszország (RUS) | Ginásio do Maracanãzinho, Rio de Janeiro Nézőszám: 7239 Játékvezető: Fabrizio Pasquali (ITA), Juraj Mokrý (SVK) |
| 2016. augusztus 13. 15:00 (20:00) | (18–25, 25–16, 18–25, 25–22, 13–15) Jegyzőkönyv |     |                   | Ginásio do Maracanãzinho, Rio de Janeiro Nézőszám: 7239 Játékvezető: Fabrizio Pasquali (ITA), Juraj Mokrý (SVK) |

| 2016. augusztus 15. 17:05 (22:05) | Lengyelország (POL)               | 3–0 | Kuba (CUB) | Ginásio do Maracanãzinho, Rio de Janeiro Nézőszám: 8175 Játékvezető: Mohammad Shahmiri (IRI), Hernán Casamiquela (ARG) |
| 2016. augusztus 15. 17:05 (22:05) | (25–18, 25–15, 25–17) Jegyzőkönyv |     |            | Ginásio do Maracanãzinho, Rio de Janeiro Nézőszám: 8175 Játékvezető: Mohammad Shahmiri (IRI), Hernán Casamiquela (ARG) |

Negyeddöntő
| 2016. augusztus 17. 14:00 (19:00) | Egyesült Államok (USA)            | 3–0 | Lengyelország (POL) | Ginásio do Maracanãzinho, Rio de Janeiro Nézőszám: 8278 Játékvezető: Fabrizio Pasquali (ITA), Andrey Zenovich (RUS) |
| 2016. augusztus 17. 14:00 (19:00) | (25–23, 25–22, 25–20) Jegyzőkönyv |     |                     | Ginásio do Maracanãzinho, Rio de Janeiro Nézőszám: 8278 Játékvezető: Fabrizio Pasquali (ITA), Andrey Zenovich (RUS) |

| Csapat              | Helyezés |
| ------------------- | -------- |
| Lengyelország (POL) | 5.       |

### Strandröplabda

#### Férfi
| Versenyző                       | Csoportkör | Csoportkör | 16 közé jutásért                                                       | Nyolcaddöntő      | Negyeddöntő       | Elődöntő          | Döntő             | Helyezés |
| Versenyző                       | Ellenfél Eredmény | Hely.      | Ellenfél Eredmény                                                      | Ellenfél Eredmény | Ellenfél Eredmény | Ellenfél Eredmény | Ellenfél Eredmény | Helyezés |
| ------------------------------- | --- | ---------- | ---------------------------------------------------------------------- | ----------------- | ----------------- | ----------------- | ----------------- | -------- |
| Grzegorz Fijałek Mariusz Prudel | E csoport · Oroszország (RUS) · Vjacseszlav Kraszilnyikov · Konsztantyin Szemjonov · 14–21, 13–21 · Hollandia (NED) · Reinder Nummerdor · Christiaan Varenhorst · 17–21, 21–19, 9–15 · Chile (CHI) · Esteban Grimalt · Marco Grimalt · 21–13, 16–21, 15–9 | 3.         | Kanada (CAN) · Ben Saxton · Chaim Schalk · 19–21, 18–21                | kiesett           | kiesett           | kiesett           | kiesett           | 17.      |
| Piotr Kantor Bartosz Łosiak     | B csoport · Németország (GER) · Markus Böckermann · Lars Flüggen · 21–11, 23–21 · Oroszország (RUS) · Dmitrij Barszuk · Nyikita Ljamin · 14–21, 17–21 · Hollandia (NED) · Alexander Brouwer · Robert Meeuwsen · 19–21, 19–21                              | 3.         | Olaszország (ITA) · Daniele Lupo · Paolo Nicolai · 12–21, 21–15, 13–15 | kiesett           | kiesett           | kiesett           | kiesett           | 17.      |

#### Női
| Versenyző                        | Csoportkör | Csoportkör | 16 közé jutásért  | Nyolcaddöntő                                                            | Negyeddöntő       | Elődöntő          | Döntő             | Helyezés |
| Versenyző                        | Ellenfél Eredmény | Hely.      | Ellenfél Eredmény | Ellenfél Eredmény                                                       | Ellenfél Eredmény | Ellenfél Eredmény | Ellenfél Eredmény | Helyezés |
| -------------------------------- | --- | ---------- | ----------------- | ----------------------------------------------------------------------- | ----------------- | ----------------- | ----------------- | -------- |
| Monika Brzostek Kinga Kołosińska | A csoport · Egyesült Államok (USA) · Lauren Fendrick · Brooke Sweat · 14–21, 21–13, 15–7 · Oroszország (RUS) · Jekatyerina Birlova · Jevgenyija Ukolova · 21–19, 21–18 · Brazília (BRA) · Talita Antunes · Larissa França · 10–21, 15–21 | 2.         |                   | Ausztrália (AUS) · Louise Bawden · Taliqua Clancy · 21–15, 16–21, 11–15 | kiesett           | kiesett           | kiesett           | 9.       |

## Sportlövészet
Férfi
| Versenyző     | Versenyszám          | Selejtező | Selejtező | Döntő   | Döntő    |
| Versenyző     | Versenyszám          | Pont      | Helyezés  | Pont    | Helyezés |
| ------------- | -------------------- | --------- | --------- | ------- | -------- |
| Piotr Daniluk | Gyorstüzelő pisztoly | 567       | 20.       | kiesett | kiesett  |
| Piotr Daniluk | Légpisztoly          | 567       | 41.       | kiesett | kiesett  |

Női
| Versenyző              | Versenyszám           | Selejtező | Selejtező | Elődöntő | Elődöntő | Döntő   | Döntő    |
| Versenyző              | Versenyszám           | Pont      | Helyezés  | Pont     | Helyezés | Pont    | Helyezés |
| ---------------------- | --------------------- | --------- | --------- | -------- | -------- | ------- | -------- |
| Klaudia Breś           | Légpisztoly           | 379       | 23.       |          |          | kiesett | kiesett  |
| Klaudia Breś           | Sportpisztoly         | 578       | 15.       | kiesett  | kiesett  | kiesett | kiesett  |
| Sylwia Bogacka         | Légpuska              | 409,1     | 40.       |          |          | kiesett | kiesett  |
| Sylwia Bogacka         | Sportpuska, összetett | 577       | 23.       |          |          | kiesett | kiesett  |
| Agnieszka Staroń       | Sportpuska, összetett | 578       | 16.       |          |          | kiesett | kiesett  |
| Agnieszka Staroń       | Légpuska              | 412,8     | 29.       |          |          | kiesett | kiesett  |
| Aleksandra Jarmolińska | Skeet                 | 68        | 12.       | kiesett  | kiesett  | kiesett | kiesett  |

## Súlyemelés
Férfi
| Versenyző           | Versenyszám | Szakítás | Szakítás | Lökés                    | Lökés                    | Összesen | Helyezés |
| Versenyző           | Versenyszám | Eredmény | Helyezés | Eredmény                 | Helyezés                 | Összesen | Helyezés |
| ------------------- | ----------- | -------- | -------- | ------------------------ | ------------------------ | -------- | -------- |
| Bartłomiej Bonk     | 105 kg      | 185      | 7.       | érvényes kísérlet nélkül | érvényes kísérlet nélkül | kiesett  | kiesett  |
| Arkadiusz Michalski | 105 kg      | 179      | 11.      | 221                      | 5.                       | 400      | 7.       |

Női
| Versenyző           | Versenyszám | Szakítás | Szakítás | Lökés                    | Lökés                    | Összesen | Helyezés |
| Versenyző           | Versenyszám | Eredmény | Helyezés | Eredmény                 | Helyezés                 | Összesen | Helyezés |
| ------------------- | ----------- | -------- | -------- | ------------------------ | ------------------------ | -------- | -------- |
| Patrycja Piechowiak | 69 kg       | 101      | 9.       | érvényes kísérlet nélkül | érvényes kísérlet nélkül | kiesett  | kiesett  |

## Taekwondo
Férfi
| Versenyző      | Versenyszám | Nyolcaddöntő                    | Negyeddöntő              | Elődöntő          | Vigaszág elődöntő       | Bronz- mérkőzés          | Döntő             | Helyezés |
| Versenyző      | Versenyszám | Ellenfél Eredmény               | Ellenfél Eredmény        | Ellenfél Eredmény | Ellenfél Eredmény       | Ellenfél Eredmény        | Ellenfél Eredmény | Helyezés |
| -------------- | ----------- | ------------------------------- | ------------------------ | ----------------- | ----------------------- | ------------------------ | ----------------- | -------- |
| Karol Robak    | Pehelysúly  | Balla Dièye (SEN) · 15-12       | Jaouad Achab (BEL) · 7-9 | kiesett           |                         |                          |                   | 9.       |
| Piotr Paziński | Váltósúly   | Cheick Sallah Cissé (CIV) · 2-8 |                          |                   | Tahir Güleç (GER) · 6-5 | Milad Beigi (AZE) · 0-12 |                   | 5.       |

## Tenisz
Férfi
| Versenyző                     | Versenyszám | 64-es főtábla                              | 32-es főtábla                                                | Nyolcaddöntő                                                               | Negyeddöntő       | Elődöntő          | Bronz- mérkőzés   | Döntő             | Helyezés |
| Versenyző                     | Versenyszám | Ellenfél Eredmény                          | Ellenfél Eredmény                                            | Ellenfél Eredmény                                                          | Ellenfél Eredmény | Ellenfél Eredmény | Ellenfél Eredmény | Ellenfél Eredmény | Helyezés |
| ----------------------------- | ----------- | ------------------------------------------ | ------------------------------------------------------------ | -------------------------------------------------------------------------- | ----------------- | ----------------- | ----------------- | ----------------- | -------- |
| Jerzy Janowicz                | Egyes       | Gilles Müller (LUX) · 7-5, 1-6, 6-7(10–12) | kiesett                                                      | kiesett                                                                    | kiesett           | kiesett           | kiesett           | kiesett           | 33.      |
| Łukasz Kubot Marcin Matkowski | Páros       |                                            | India (IND) · Róhan Bópanna · Lijendar Pedzs · 6-4, 7-6(8–6) | Spanyolország (ESP) · Roberto Bautista Agut · David Ferrer · 3-6, 6-7(5–7) | kiesett           | kiesett           | kiesett           | kiesett           | 9.       |

Női
| Versenyző                        | Versenyszám | 64-es főtábla                                   | 32-es főtábla                                                        | Nyolcaddöntő      | Negyeddöntő       | Elődöntő          | Bronz- mérkőzés   | Döntő             | Helyezés |
| Versenyző                        | Versenyszám | Ellenfél Eredmény                               | Ellenfél Eredmény                                                    | Ellenfél Eredmény | Ellenfél Eredmény | Ellenfél Eredmény | Ellenfél Eredmény | Ellenfél Eredmény | Helyezés |
| -------------------------------- | ----------- | ----------------------------------------------- | -------------------------------------------------------------------- | ----------------- | ----------------- | ----------------- | ----------------- | ----------------- | -------- |
| Magda Linette                    | Egyes       | Anasztaszija Pavljucsenkova (RUS) · 0-6, 3-6    | kiesett                                                              | kiesett           | kiesett           | kiesett           | kiesett           | kiesett           | 33.      |
| Agnieszka Radwańska              | Egyes       | Cseng Szaj-szaj (Zheng Saisai) (CHN) · 4-6, 5-7 | kiesett                                                              | kiesett           | kiesett           | kiesett           | kiesett           | kiesett           | 33.      |
| Klaudia Jans-Ignacik Paula Kania | Páros       |                                                 | Kanada (CAN) · Eugenie Bouchard · Gabriela Dabrowski · 4-6, 7-5, 3-6 | kiesett           | kiesett           | kiesett           | kiesett           | kiesett           | 17.      |

Vegyes
| Versenyző                        | Versenyszám | Nyolcaddöntő                                                               | Negyeddöntő       | Elődöntő          | Bronz- mérkőzés   | Döntő             | Helyezés |
| Versenyző                        | Versenyszám | Ellenfél Eredmény                                                          | Ellenfél Eredmény | Ellenfél Eredmény | Ellenfél Eredmény | Ellenfél Eredmény | Helyezés |
| -------------------------------- | ----------- | -------------------------------------------------------------------------- | ----------------- | ----------------- | ----------------- | ----------------- | -------- |
| Łukasz Kubot Agnieszka Radwańska | Páros       | Románia (ROU) · Irina-Camelia Begu · Horia Tecău · 6-4, 6-7(1–7), [8]–[10] | kiesett           | kiesett           | kiesett           | kiesett           | 9.       |

## Tollaslabda
| Versenyző                            | Versenyszám  | Csoportkör | Csoportkör | Nyolcaddöntő      | Negyeddöntő                                                   | Elődöntő          | Bronz- mérkőzés   | Döntő             | Helyezés |
| Versenyző                            | Versenyszám  | Ellenfél Eredmény | Hely.      | Ellenfél Eredmény | Ellenfél Eredmény                                             | Ellenfél Eredmény | Ellenfél Eredmény | Ellenfél Eredmény | Helyezés |
| ------------------------------------ | ------------ | --- | ---------- | ----------------- | ------------------------------------------------------------- | ----------------- | ----------------- | ----------------- | -------- |
| Adrian Dziółko                       | Férfi egyes  | P csoport · Kevin Cordón (GUA) · 18–21, 21–10, 21–13 · Csen Lung (Chen Long) (CHN) · 12–21, 9–21 · Niluka Karunaratne (SRI) · 19–21, 22–24 | 3.         | kiesett           | kiesett                                                       | kiesett           | kiesett           | kiesett           | 28.      |
| Adam Cwalina Przemysław Wacha        | Férfi páros  | C csoport · Dél-Korea (KOR) · Kim Gidzsong (Kim Gi-jeong) · Kim Szarang (Kim Sa-rang) · 14–21, 15–21 · Dánia (DEN) · Mathias Boe · Carsten Mogensen · 17–21, 17–21 · Nagy-Britannia (GBR) · Marcus Ellis · Chris Langridge · 18–21, 16–21       | 4.         |                   | kiesett                                                       | kiesett           | kiesett           | kiesett           | 13.      |
| Nadieżda Kostiuczyk Robert Mateusiak | Vegyes páros | B csoport · Dánia (DEN) · Joachim Fischer Nielsen · Christinna Pedersen · 18–21, 21–23 · Kína (CHN) · Hszü Csen (Xu Chen) · Ma Csin (Ma Jin) · 13–21, 21–9, 21–19 · Nagy-Britannia (GBR) · Chris Adcock · Gabrielle Adcock · 18–21, 27–25, 21–9 | 1.         |                   | Malajzia (MAS) · Chan Peng Soon · Goh Liu Ying · 17–21, 10–21 | kiesett           | kiesett           | kiesett           | 5.       |

## Torna
Női
| Versenyző                    | Versenyszám      | Selejtező | Selejtező | Döntő    | Döntő    |
| Versenyző                    | Versenyszám      | Pontszám  | Helyezés  | Pontszám | Helyezés |
| ---------------------------- | ---------------- | --------- | --------- | -------- | -------- |
| Katarzyna Jurkowska-Kowalska | Talaj            | 13,300    | 46.       | kiesett  | kiesett  |
| Katarzyna Jurkowska-Kowalska | Felemás korlát   | 11,700    | 76.       | kiesett  | kiesett  |
| Katarzyna Jurkowska-Kowalska | Gerenda          | 12,333    | 71.       | kiesett  | kiesett  |
| Katarzyna Jurkowska-Kowalska | Egyéni összetett | 51,799    | 49.       | kiesett  | kiesett  |

## Triatlon
| Versenyző        | Versenyszám | 1,5 km úszás | Depózás 1 | 40 km kerékpározás | Depózás 2 | 10 km futás | Összesítés | Összesítés |
| Versenyző        | Versenyszám | Idő          | Idő       | Idő                | Idő       | Idő         | Idő        | Helyezés   |
| ---------------- | ----------- | ------------ | --------- | ------------------ | --------- | ----------- | ---------- | ---------- |
| Agnieszka Jerzyk | Női         | 19:50        | 0:54      | 1:03:59            | 0:40      | 36:04       | 2:01:27    | 22.        |

## Úszás
Férfi
| Versenyző                                                          | Versenyszám      | Előfutam | Előfutam | Előfutam | Elődöntő | Elődöntő | Elődöntő | Döntő   | Döntő    |
| Versenyző                                                          | Versenyszám      | Idő      | Hely.    | Össz.    | Idő      | Hely.    | Össz.    | Idő     | Helyezés |
| ------------------------------------------------------------------ | ---------------- | -------- | -------- | -------- | -------- | -------- | -------- | ------- | -------- |
| Paweł Juraszek                                                     | 50 m gyors       | 22,50    | 8.       | 35.*     | kiesett  | kiesett  | kiesett  | kiesett | kiesett  |
| Filip Wypych                                                       | 50 m gyors       | 22,23    | 2.       | 21.*     | kiesett  | kiesett  | kiesett  | kiesett | kiesett  |
| Kacper Majchrzak                                                   | 200 m gyors      | 1:47,12  | 6.       | 15.      | 1:46,30  | 4.       | 10.      | kiesett | kiesett  |
| Filip Zaborowski                                                   | 400 m gyors      | 3:49,84  | 7.       | 28.      |          |          |          | kiesett | kiesett  |
| Wojciech Wojdak                                                    | 400 m gyors      | 3:48,87  | 7.       | 23.      |          |          |          | kiesett | kiesett  |
| Wojciech Wojdak                                                    | 1500 m gyors     | 15:13,18 | 5.       | 28.      |          |          |          | kiesett | kiesett  |
| Mateusz Sawrymowicz                                                | 1500 m gyors     | 15:26,33 | 5.       | 33.      |          |          |          | kiesett | kiesett  |
| Tomasz Polewka                                                     | 100 m hát        | 54,52    | 5.       | 26.      | kiesett  | kiesett  | kiesett  | kiesett | kiesett  |
| Radosław Kawęcki                                                   | 100 m hát        | 54,39    | 8.       | 23.      | kiesett  | kiesett  | kiesett  | kiesett | kiesett  |
| Radosław Kawęcki                                                   | 200 m hát        | 1:57,61  | 7.       | 17.      | kiesett  | kiesett  | kiesett  | kiesett | kiesett  |
| Marcin Stolarski                                                   | 100 m mell       | 1:01,06  | 8.       | 29.      | kiesett  | kiesett  | kiesett  | kiesett | kiesett  |
| Konrad Czerniak                                                    | 100 m pillangó   | 51,81    | 3.       | 10.*     | 51,80    | 3.       | 10.      | kiesett | kiesett  |
| Paweł Korzeniowski                                                 | 100 m pillangó   | 53,71    | 8.       | 33.      | kiesett  | kiesett  | kiesett  | kiesett | kiesett  |
| Jan Świtkowski                                                     | 200 m pillangó   | 1:56,73  | 6.       | 17.      | kiesett  | kiesett  | kiesett  | kiesett | kiesett  |
| Paweł Korzeniowski Kacper Majchrzak Jan Świtkowski Konrad Czerniak | 4 × 100 m gyors  | 3:15,52  | 6.       | 12.      |          |          |          | kiesett | kiesett  |
| Jan Świtkowski Paweł Korzeniowski Kacper Klich Kacper Majchrzak    | 4 × 200 m gyors  | kizárták | kizárták | kizárták |          |          |          | kiesett | kiesett  |
| Radosław Kawęcki Marcin Stolarski Konrad Czerniak Kacper Majchrzak | 4 × 100 m vegyes | 3:35,18  | 6.       | 12.      |          |          |          | kiesett | kiesett  |

Női
| Versenyző                                                       | Versenyszám      | Előfutam | Előfutam | Előfutam | Elődöntő | Elődöntő | Elődöntő | Döntő     | Döntő    |
| Versenyző                                                       | Versenyszám      | Idő      | Hely.    | Össz.    | Idő      | Hely.    | Össz.    | Idő       | Helyezés |
| --------------------------------------------------------------- | ---------------- | -------- | -------- | -------- | -------- | -------- | -------- | --------- | -------- |
| Anna Dowgiert                                                   | 50 m gyors       | 25,54    | 5.       | 37.      | kiesett  | kiesett  | kiesett  | kiesett   | kiesett  |
| Aleksandra Urbańczyk                                            | 50 m gyors       | 25,28    | 4.       | 29.      | kiesett  | kiesett  | kiesett  | kiesett   | kiesett  |
| Katarzyna Wilk                                                  | 100 m gyors      | 55,44    | 6.       | 29.      | kiesett  | kiesett  | kiesett  | kiesett   | kiesett  |
| Alicja Tchórz                                                   | 100 m hát        | 1:01,31  | 2.       | 21.      | kiesett  | kiesett  | kiesett  | kiesett   | kiesett  |
| Alicja Tchórz                                                   | 200 m hát        | 2:11,40  | 8.       | 20.      | kiesett  | kiesett  | kiesett  | kiesett   | kiesett  |
| Katarzyna Baranowska                                            | 200 m vegyes     | 2:19,03  | 8.       | 39.      | kiesett  | kiesett  | kiesett  | kiesett   | kiesett  |
| Katarzyna Wilk Alicja Tchórz Aleksandra Urbańczyk Anna Dowgiert | 4 × 100 m gyors  | 3:41,43  | 7.       | 15.      |          |          |          | kiesett   | kiesett  |
| Joanna Zachoszcz                                                | 10 km nyílt vízi |          |          |          |          |          |          | 1:59:20,4 | 22.      |

* - egy másik versenyzővel azonos időt ért el

## Vitorlázás
Férfi
| Versenyző                          | Versenyszám     | Futam | Futam | Futam | Futam | Futam | Futam | Futam | Futam | Futam | Futam | Futam | Futam | Futam   | Pontszám | Helyezés |
| Versenyző                          | Versenyszám     | 1     | 2     | 3     | 4     | 5     | 6     | 7     | 8     | 9     | 10    | 11    | 12    | É       | Pontszám | Helyezés |
| ---------------------------------- | --------------- | ----- | ----- | ----- | ----- | ----- | ----- | ----- | ----- | ----- | ----- | ----- | ----- | ------- | -------- | -------- |
| Piotr Myszka                       | Szörfvitorlázás | 4     | 5     | 5     | 2     | 2     | 3     | 12    | 2     | 6     | 13    | (16)  | 16    | 18      | 88       | 4.       |
| Kacper Ziemiński                   | Laser           | 34    | 28    | 6     | (47)  | 3     | 5     | 20    | 12    | 22    | 10    |       |       | kiesett | 140      | 18.      |
| Paweł Kolodzinski Łukasz Przybytek | 49er osztály    | 2     | 13    | 9     | 9     | 5     | 9.3   | (18)  | 11    | 7     | 16    | 18    | 9     | 10      | 118.3    | 8.       |

Női
| Versenyző                                | Versenyszám     | Futam | Futam | Futam | Futam | Futam | Futam | Futam | Futam | Futam | Futam | Futam | Futam | Futam   | Pontszám | Helyezés |
| Versenyző                                | Versenyszám     | 1     | 2     | 3     | 4     | 5     | 6     | 7     | 8     | 9     | 10    | 11    | 12    | É       | Pontszám | Helyezés |
| ---------------------------------------- | --------------- | ----- | ----- | ----- | ----- | ----- | ----- | ----- | ----- | ----- | ----- | ----- | ----- | ------- | -------- | -------- |
| Małgorzata Białecka                      | Szörfvitorlázás | 13    | 21    | 13    | 23    | 13    | 6     | (27)  | 14    | 9     | 11    | 13    | 18    | kiesett | 153      | 14.      |
| Irmina Gliszczyńska Agnieszka Skrzypulec | 470-es osztály  | 10    | 14    | 9     | (21)  | 3     | 14    | 19    | 12    | 7     | 8     |       |       | 10      | 106      | 10.      |

## Vívás
Női
| Versenyző                                                     | Versenyszám  | Selejtező                          | 32-es főtábla                    | Nyolcaddöntő                    | Negyeddöntő                                                                          | Elődöntő                                                                                 | Bronz- mérkőzés | Döntő             | Helyezés |
| Versenyző                                                     | Versenyszám  | Ellenfél Eredmény                  | Ellenfél Eredmény                | Ellenfél Eredmény               | Ellenfél Eredmény                                                                    | Ellenfél Eredmény                                                                        | Ellenfél Eredmény | Ellenfél Eredmény | Helyezés |
| ------------------------------------------------------------- | ------------ | ---------------------------------- | -------------------------------- | ------------------------------- | ------------------------------------------------------------------------------------ | ---------------------------------------------------------------------------------------- | --- | ----------------- | -------- |
| Hanna Łyczbińska                                              | Tőr, egyéni  | erőnyerő                           | Carolin Golubytskyi (GER) · 14-9 | Elisa Di Francisca (ITA) · 6-15 | kiesett                                                                              | kiesett                                                                                  | kiesett | kiesett           | 15.      |
| Bogna Jóźwiak                                                 | Kard, egyéni | Marta Baenza Centurion (BRA) · 4-2 | Szofja Velikaja (RUS) · 5-15     | kiesett                         | kiesett                                                                              | kiesett                                                                                  | kiesett | kiesett           | 32.      |
| Małgorzata Kozaczuk                                           | Kard, egyéni | erőnyerő                           | Shen Chen (CHN) · 15-9           | Azza Besbes (TUN) · 12-15       | kiesett                                                                              | kiesett                                                                                  | kiesett | kiesett           | 16.      |
| Aleksandra Socha                                              | Kard, egyéni | erőnyerő                           | Loreta Gulotta (ITA) · 10-15     | kiesett                         | kiesett                                                                              | kiesett                                                                                  | kiesett | kiesett           | 18.      |
| Bogna Jóźwiak Małgorzata Kozaczuk Marta Puda Aleksandra Socha | Kard, csapat |                                    |                                  |                                 | Egyesült Államok (USA) · Ibtihaj Muhammad · Dagmara Wozniak · Mariel Zagunis · 43-45 | 5–8. helyért · Mexikó (MEX) · Tania Arrayales · Úrsula González · Julieta Toledo · 45-23 | 5. helyért · Dél-Korea (KOR) · Jun Dzsiszu (Yun Ji-su) · Kim Dzsijon (Kim Ji-yeon) · Szo Dzsijon (Seo Ji-yeon) · 41-45 |                   | 6.       |